# Eduardo Ravelo
Eduardo Ravelo est un trafiquant de drogue il devient la 493e personne à être placée sur la liste des dix fugitifs les plus recherchées par le FBI. Il utilise plusieurs date de naissances comme le 13 octobre 1968, il est né à Mexico au Mexique.

## Biographie
Depuis 1994, Eduardo Ravelo entretient des relations avec certains des membres les plus haut placés du cartel. Il a accédé au pouvoir au sein du Barrio Azteca (en) en raison de ses liens avec le cartel de Juárez.
En 2005, un informateur et ancien lieutenant du Barrio Azteca (en) a déclaré que Eduardo Ravelo lui avait demandé d'aider à retrouver les autres membres du gang qui avaient volé le cartel. L'informateur a déclaré que plus tard, il avait été emmené dans une maison à El Paso, au Texas, où la bouche, les poignets et les chevilles d'un membre du gang étaient liés avec du ruban adhésif. Il a été livré au cartel de Juarez et n'a plus jamais eu de nouvelles.
En mars 2008, il devient le chef du gang Barrio Azteca (en) peu après avoir trahi son prédécesseur, le poignardant à plusieurs reprises et lui tirant une balle dans le cou.
Le 20 octobre 2009, il a été désigné par le FBI comme le 493e fugitif à figurer sur la liste des dix personnes les plus recherchées.
Le 26 juin 2018, le FBI a annoncé que Eduardo Ravelo ainsi que plusieurs autres membres du gang du Barrio Azteca (en) avaient été arrêtés lors d'une descente de police au Mexique.